# Slava Met'reveli
Slava K'alist'aris Dze Met'reveli (in georgiano სლავა კალისტრატეს ძე მეტრეველი?, in russo Слава Калистратович Метревели?, Slava Kalistratovič Metreveli; Soči, 30 maggio 1936 – Tbilisi, 7 gennaio 1998) è stato un calciatore e allenatore di calcio sovietico, dal 1991 georgiano. Campione europeo con la Nazionale sovietica nel 1960.

## Carriera

### Club
Iniziò la carriera nello Spartak, club della sua città, Soči, nel quale rimase fino al 1954, anno nel quale si trasferì alla Torpedo Gor'kij. Nella squadra russa disputò una stagione, prima di venire notato dalla dirigenza della Torpedo Mosca, che acquistò il giocatore nel 1956; fino al 1962 Met'reveli rimase nella squadra della capitale, vincendovi un campionato nazionale; nel 1964 vinse nuovamente il titolo, con la maglia della Dinamo Tbilisi, società della RSS Georgiana. Nel 1971 terminò la carriera agonistica e divenne allenatore, guidando la Dinamo nella stagione 1976-1977.

### Nazionale
Con la nazionale di calcio dell'Unione Sovietica giocò per 12 anni, partecipando a tre mondiali (Cile 1962, Inghilterra 1966, Messico 1970) e vincendo il campionato d'Europa 1960, collezionando 48 presenze e 11 reti.

## Palmarès

### Giocatore

#### Club
- Campionato sovietico: 2

Torpedo Mosca: 1959-1960
Dinamo Tbilisi: 1963-1964
- Coppa sovietica: 1

Torpedo Mosca: 1960

#### Nazionale
- Campionato d'Europa: 1

1960